# Poussan
Poussan – miejscowość i gmina we Francji, w regionie Oksytania, w departamencie Hérault.
Według danych na rok 1990 gminę zamieszkiwało 3505 osób, a gęstość zaludnienia wynosiła 117 osób/km² (wśród 1545 gmin Langwedocji-Roussillon Poussan plasuje się na 102. miejscu pod względem liczby ludności, natomiast pod względem powierzchni na miejscu 189.).